# Shizhong (Leshan)

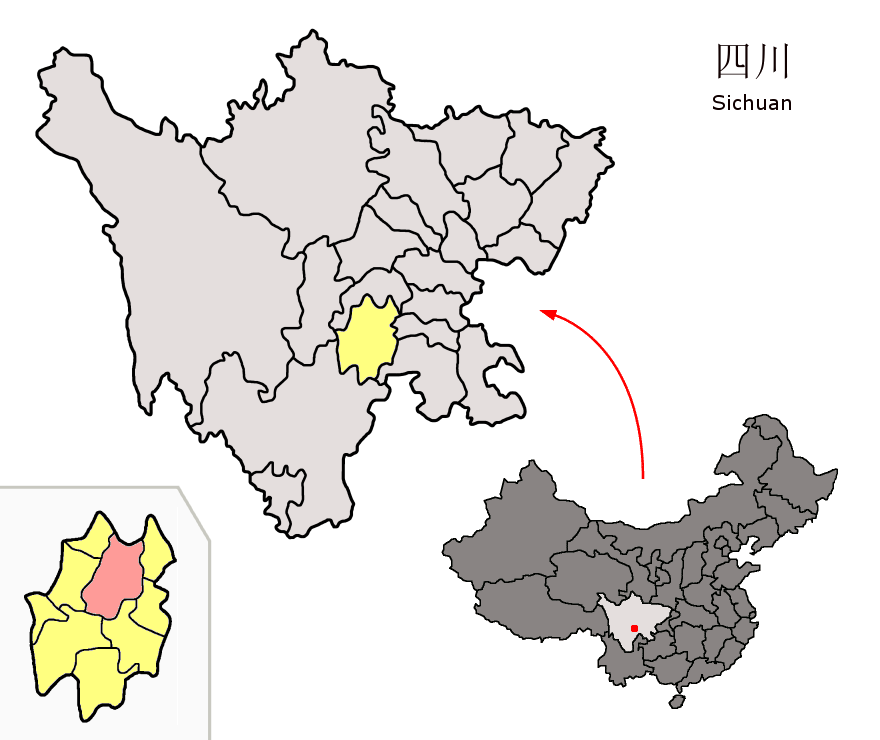
Lage des Gebietes der drei zusammenhängenden Stadtbezirke (rosa) von Leshan (gelb).

Der Stadtbezirk Shizhong (市中区,  Shìzhōng Qū – „Stadtmitte“) ist ein Stadtbezirk der bezirksfreien Stadt Leshan in der südwestchinesischen Provinz Sichuan. Er hat eine Fläche von 840,3 km² und zählt 814.597 Einwohner (Stand: Zensus 2020). Er ist Zentrum und Sitz der Stadtregierung von Leshan.

## Administrative Gliederung
Auf Gemeindeebene setzt sich der Stadtbezirk aus vier Straßenvierteln, sechzehn Großgemeinden und zehn Gemeinden zusammen. 